# Antiphrisson zaitzevi
Antiphrisson zaitzevi là một loài ruồi trong họ Asilidae. Antiphrisson zaitzevi được Lehr miêu tả năm 1972. Loài này phân bố ở vùng Cổ Bắc giới và châu Á.